# Kobasoma
Kobasoma is een bestuurslaag in het regentschap Flores Timur van de provincie Oost-Nusa Tenggara, Indonesië. Kobasoma telt 714 inwoners (volkstelling 2010).